# Horatio Frederick Phillips

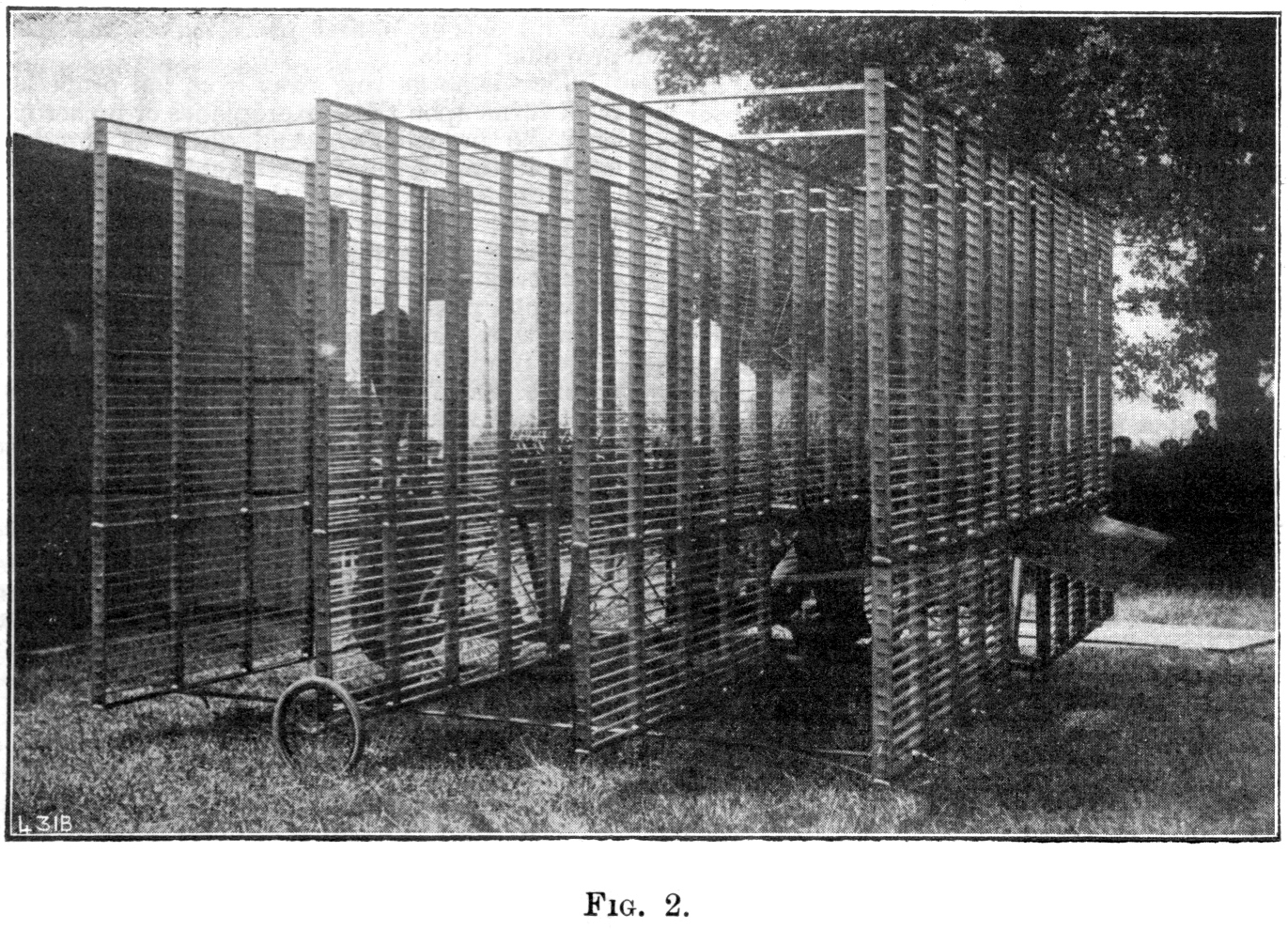
Aéronef de Horatio Frederick Phillips formé de 200 ailes.

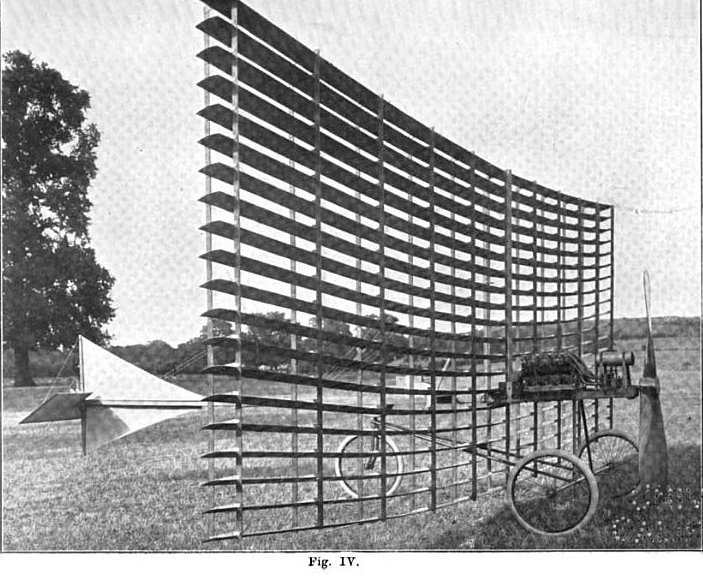
L'appareil de Phillips.

Horatio Frederick Phillips (né le 2 février 1845 à Vauxhall et mort le 15 juillet 1926 à Milford on Sea) compte parmi les pionniers de l'aviation. Ses travaux ont reçu le soutien du comte de Lambert qui les a subventionnés. Il est connu pour avoir construit des avions multi-plans formés de bien plus d'ailes que les aéronefs conventionnels. L'appareil à vingt plans de 1893 (ci-dessous à gauche) aurait volé mais se serait montré instable en tangage. Phillips est aussi à l'origine d'un autre appareil "à persienne", à deux groupes de 50 plans superposés, mais qui ne volera jamais (image ci-dessous à droite).
Son projet était celui de l'appareil fuselé ci-dessous :

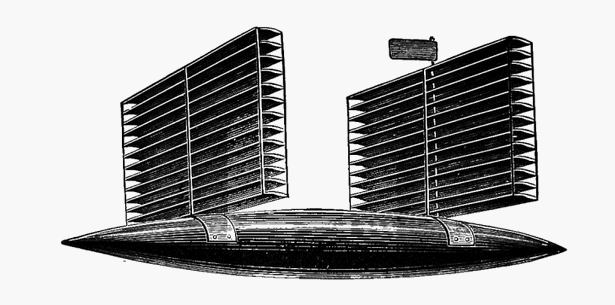
Projet d'Horatio Frederick Phillips, machine volante à ailes en persienne...

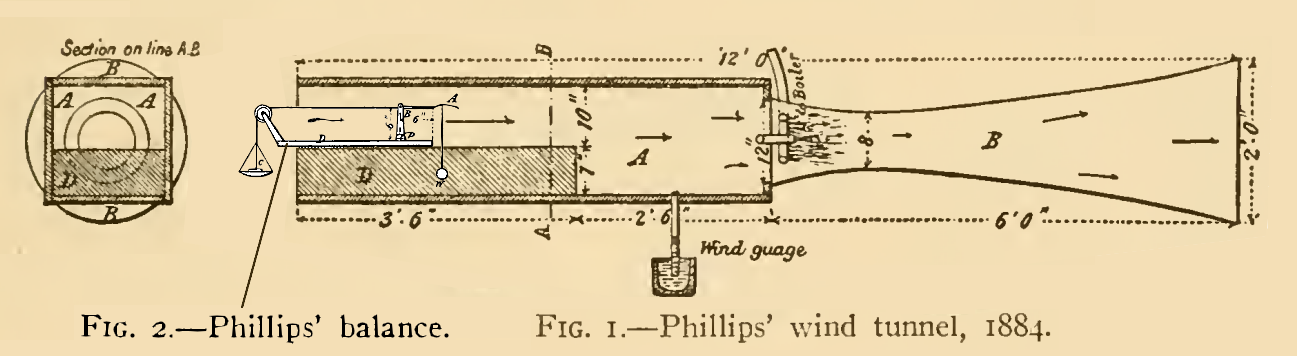
La soufflerie de Phillips avec sa balance.

Avant de réaliser ses projets d'aviation, Phillips construisit en 1884 une très intéressante soufflerie où l'air était entraîné par des gicleurs éjectant de la vapeur d'eau.

## À voir
- Photographie d'un prototype de Horatio Frederick Phillips, sur Aero-mondo.fr